# Robin Hood (pel·lícula de 2010)
Robin Hood és una versió cinematogràfica de la llegenda de Robin Hood dirigida per Ridley Scott el 2010. La pel·lícula ofereix una nova perspectiva del popular personatge. Situant la història en un país políticament inestable, amenaçat per la guerra civil i la invasió estrangera, se centra més en com un simple arquer de les Croades va guanyar-se la lleialtat d'un poble anglès afamat que en les seves aventures i desventures en el bosc de Sherwood. Està doblada al català.
L'actor encarregat d'agafar el relleu de la figura de Robin Hood va ser Russell Crowe, un col·laborador recurrent en les produccions de Ridley Scott. De fet, aquesta va ser la seva cinquena pel·lícula junts, després dels èxits de Gladiator, Un bon any, Body of Lies i American Gangster. El rol de la protagonista femenina va recaure en una de les actrius més consolidades del cinema internacional, Cate Blanchett.
La cinta va inaugurar el Festival de Canes el 12 de maig de 2010.
El rodatge, que va començar el 30 de març de 2009, es va realitzar a Anglaterra i Gal·les amb experts en fotografia, escenografia i efectes visuals.

## Argument
En 1199, *Robinhood (Russell *Crowe) és un dels arquers de l'exèrcit del rei Ricard *cor de *lleó (Danny *Huston), durant la Tercera Croada.
L'exèrcit anglès assalta el castell de *Châlus a França, el rei Ricard és ferit de mort per un cuiner, usant l'arma d'un ballester mentre aquest menjava. Un grup de cavallers, en haver perdut al seu rei, decideixen retornar la corona a Londres perquè el seu germà, el príncep Joan (Oscar Isaac), hereti el tron. Aquests cavallers són emboscats per lord Godfrey (Mark *Strong), un noble anglès aliat als francesos, però l'emboscada és detinguda per Robin *Longstride i els seus amics, entre els quals es troben el Petit Juan (Kevin *Durand), *Will *Scarlet (Scott *Grimes) i *Allan A'*Dayle (Alan *Doyle). Sir Godfrey fuig, i Robin intenta *atinar un enamorament sobtat, però només li frega una galta causant-li una laceració lleu, però visible, que li enlletgeix el rostre.
Un dels cavallers que són emboscats, és Sir Robert *Loxley (Douglas *Hodge), qui tenia el deure de retornar personalment la corona a Anglaterra. *Loxley mor en braços de Robin després d'encarregar-li a ell, el deure de retornar la corona i lliurar la seva espasa al seu cec pare, Sir Walter *Loxley (Max *Von *Sydow). Després de raonar sobre els perills als quals s'estaran exposats arribant a Anglaterra com a plebeus a lliurar la corona, Robin i els seus companys decideixen prendre les armadures i emblemes dels croats, es fan passar per ells i embarquen en la nau que esperava als veritables cavallers.
Aquesta nit, mentre els falsos croats s'embriagaven i cantaven, Robin nota que l'empunyadura de l'espasa de *Loxley estava recoberta per un filferro de coure. Robin ho lleva i llegeix una inscripció: "Aixeca't una vegada i una altra, fins que els xais es converteixin en lleons". Aquesta inscripció li resulta familiar.
Una vegada arriben al seu destí, una gran multitud de nobles i plebeus, de tota Anglaterra, encapçalada pel príncep Joan i la seva mare, es reuneix en el port a les ribes del Tàmesi creient que el seu rei ha tornat. Però Robin, suplantant a Sir Robert *Loxley, baixa del vaixell, amb la corona real a les seves mans, coberta amb la bandera d'Anglaterra simbolitzant la mort del rei. La mare de Ricardo i de Juan, Leonor d'Aquitània (*Eileen *Atkins), llavors, dominant les emocions del seu dolor, corona al seu altre fill, Juan, amb la frase cerimonial pròpia d'aquests casos: "el rei ha mort! Visca el rei!".
Robin decideix complir la promesa que li va fer a sir Robert *Loxley abans de morir. En el camí coneix a la seva vídua, *lady Marian (Cati Blanchett), nora de sir Walter. Est, en assabentar-se de la mort del seu fill, i sospesar els perills que això se sàpiga, tenint en compte la seva edat, la seva deteriorada salut, i la manca d'un hereu home, opta per plantejar-li a Robin que continuï suplantant a sir Robert, ja que només així, amb ell prenent el lloc del seu fill, podria mantenir-se viu l'esperit de *Nottingham, i protegir la seva herència, a canvi d'explicar-li sobre el seu passat i del seu pare i conservar l'espasa, encara que també l'acord impliqui fer-se passar per l'espòs de *lady Marian, amb qui no es porta bé. Robin accepta i inicia una nova vida com a noble terratinent.
Sir Walter, que havia barallat al costat de Thomas *Longstride (Mark Lewis Jones), el pare de Robin, aconsegueix fer-li recordar sobre l'estranya inscripció en l'empunyadura: aquesta frase l'havia tallat el pare de Robin en una enorme roca en el nord, en presència del llavors petit Robin. Després, enfront d'aquesta roca, el pare de Robin seria executat i el seu cos enterrat baix ella.
Els constants atacs del rei francès Felipe (Jonathan *Zaccaï) i el seu exèrcit, així com la traïció de sir Godfrey, que era l'home de més confiança del rei Joan, fan que Anglaterra caigui en un caos total, més encara perquè Juan, desconeixent encara els tractes de Sir Godfrey li ordena partir a recaptar impostos a les terres del nord d'Anglaterra, a la força si és necessari, una avançada Francesa infiltrada en el regne massacra a les tropes de Juan i comença a devastar el nord d'Anglaterra en nom del Rei Joan, això per a desfermar una guerra civil entre els Barons de la regió i la corona que fes més fàcil una invasió Francesa, Godfrey parteix a envair *Nottingham per a assassinar a Robin, ja que només ell sap de la seva traïció. Robin havia viatjat al nord a buscar aquesta enorme roca dels seus records, lloc al qual havia anat el rei Joan a intentar posar del seu costat als Barons. Ho aconsegueix en prometre signar la Carta Magna, que afavorirà equitativament a nobles i ciutadans.
Robin *Longstride, ara conegut com a Robin *Hood, i els seus amics, i l'exèrcit del rei Joan, en aliança amb els nobles del nord, decideixen aixecar-se units contra els francesos invasors inicialment alliberant *Nottingham encara que no poden evitar la mort de Sir Walter i diversos vilatans a les mans de Godfrey i els seus dolents, per a enfrontar després als Francesos quan estan desembarcant en la costa d'Anglaterra, dirigits pel seu rei, que roman en la rereguarda. Els anglesos no han estat presos per sorpresa, gràcies a un sistema de guaites costaners que havia avisat, utilitzant coloms missatgeres, de la invasió a penes l'avançada de l'exèrcit en les naus invasores s'havia fet visible des de la costa.
En la batalla, Robin descobreix que *lady Marian se li ha unit secretament, disfressada de cavaller i decidida a venjar a Sir *Wálter, però és derrocada per sir Godfrey; Robin la defensa, enfrontant-se llavors a aquest mentre Juan pel seu costat s'uneix a la batalla al costat dels Barons. Derrotat en l'enfrontament cos a cos amb Robin, i davant la superioritat manifesta dels anglesos, Sir Godfrey munta un cavall i intenta escapar, però Robin pren el seu arc i amb una punteria impressionant li travessa el coll d'un enamorament sobtat, malgrat la distància. El que queda de les tropes franceses en la rereguarda amb el rei Felip es retira després que la major part dels seus efectius ha estat aniquilada en la mateixa costa pels anglesos, no gràcies a Juan, sinó a Robin *Hood.
Com havia promès prèviament, Juan ha de signar la Carta Magna, però aquest es nega a signar i la crema davant de l'abundant públic que esperava la tan preuada llibertat. No sols no signa la Carta Magna, sinó que a més declara a Robin *Hood pròfug de la llei a causa dels delictes que ha comès (usar il·legalment un títol de lord). Robin *Hood llavors, al costat de *lady Marian i homes del poble de *Nottingham, s'alcen en resistència, formen el grup de facinerosos socials conegut com "Els Homes Feliços", i s'internen i fan forts en el bosc de *Sherwood... i neix llavors la coneguda llegenda.

## Fonament històric
La pel·lícula mostra que els fets van ocórrer en el segle *xiii, però en realitat Ricardo *Corazón de Lleó va viure en el segle *xii. A més es mostra al rei Felip II de França amb intenció d'envair Anglaterra, de fet, l'intenta. Però en realitat va ocórrer el contrari: Ricardo *Corazón de Lleó era qui atacava les costes franceses. Felipe va conquistar *Normandia després de la mort de Ricardo, però no la va envair personalment. Després que Joan I d'Anglaterra incomplís els termes de la Carta Magna els barons anglesos van convidar al fill de Felip de França al fet que envaís Anglaterra. [cita requerida]
La pel·lícula mostra a Joan d'Anglaterra negociant la Carta de Drets just després de convertir-se en rei. Aquesta situació mai va tenir lloc. La Carta Magna es va signar 16 anys després que Juan es convertís en rei, després d'una disputa amb els barons. Assegurava drets per a la noblesa, no per als ciutadans. La imprecisió arriba al punt que la mort de Ricardo cor de lleo es relata d'una manera absolutament diferent a com es va donar realment en els fets històrics.

## Repartiment
| Intèrpret         | Personatge             |
| ----------------- | ---------------------- |
| Russell Crowe     | Robin Longstride       |
| Cate Blanchett    | Marion Loxley          |
| Max von Sydow     | Sir Walter Loxley      |
| Mark Strong       | Godfrey                |
| Kevin Durand      | Petit John             |
| Danny Huston      | Rei Ricard Cor de Lleó |
| Matthew Macfadyen | Xèrif de Nottingham    |

## Crítica
Espanya
- Carlos Boyero de El País: "La pel·lícula està desproveïda de tensió, sentit de l'aventura, humor, dramatisme i sentiment. És un producte d'aparença impecable però sense vida."
- Luis Martínez de El Mundo: "La provada habilitat de Scott per les escenes d'acció no és suficient. El desig d'"intel·lectualitzar" la història (...) acaba per destruir qualsevol intent d'encant emocional. És a dir, sobra reflexió i falta fexió i emoció."

França
- Marie Sauvion de Le Parisien: "Ridley Scott alterna les escenes íntimes amb grans batalles. (...) L'impressionant Màxim de Gladiator (...) imposa, una altra vegada, la seva sobrietat masculina, sense amor ni encant."
- Thomas Sotinel de Le Monde: "De nou, Ridley Scott no s'ha pogut resistir a la temptació de l'acumulació. Robin desapareix darrere les seves consideracions serioses, el seu ampli desplegament de ciència històrica i els seus mitjans materials."

## Doblatge en català
La pel·lícula no es va estrenar als cinemes en català però sí que ho va fer en DVD (obtenir-ne el DVD prement aquí).
Veus del doblatge català:
- Robin Longstride: Jordi Boixaderas
- Príncep joan: Sergi Zamora
- Rei Ricard Cor de Lleó: Santi Lorenz
- Capità: Pep Ribas
- Rei Felip de França: Jordi Brau

Més informació sobre el doblatge en català: www.eldoblatge.com